# Consejo Insular de Formentera
El Consejo Insular de Formentera (en catalán y oficialmente: Consell de Formentera) es la institución de autogobierno en el ámbito de la isla de Formentera (Baleares, España), que ejerce las funciones de ayuntamiento y de consejo insular. Fue establecido en 2007 tras la aprobación del Estatuto de Autonomía de dicho año y se constituyó pasados cuarenta y cinco días de las elecciones municipales de 2007. Está regulado por la Ley de Consejos Insulares.
El Consejo de Formentera surge de la separación del antiguo Consejo Insular de Ibiza y Formentera que disponía el anterior estatuto de autonomía de 1983. La propuesta de creación fue aprobada en pleno municipal en el extinto Ayuntamiento de Formentera, el 15 de diciembre de 2005, e incluida en el artículo 60 del nuevo estatuto.

## Composición

### Pleno
El Consejo Insular de Formentera pasó de tener 13 a 17 consellers en las elecciones del 24 de mayo de 2015, esto representa que la institución obtuvo cuatro consellers más que el de Ibiza y el de Menorca (con 13 miembros cada uno), pero con una diferencia sustancial en cuanto a población. Los motivos del aumento de representantes en el pleno es consecuencia de la aplicación automática de la Ley de Régimen Electoral General (Loreg), que en su artículo 179 establece que para los municipios de entre 10.000 y 20.000 habitantes se eligen 17 concejales. Justamente aquí se encuentra esa «disfunción», ya que los municipios eligen a sus representantes en función de la población tal y como marca la citada ley. Sin embargo la institución de Formentera es más que un ayuntamiento al reconocer el Estatut d´Autonomía la singularidad insular reconocida como Consell, pero su proceso electoral es regulado por la Loreg, en vez, de la Ley electoral de Consells Insulars por la que se rigen el resto de Consejos Insulares de las Baleares. Esta circunstancia es la que hace que la máxima institución insular se encuentre a medio camino entre un ayuntamiento y un Consejo Insular haciéndola única y excepcional al no existir ninguna institución de las mismas características en el resto del territorio nacional. Así los diecisiete consejeros, son al mismo tiempo concejales, elegidos cada cuatro años, coincidiendo con las elecciones municipales españolas y con las elecciones al resto de consejos insulares de Baleares.

### Resultados de las Elecciones en la IV Legislatura
El 28 de mayo de 2023 se celebraron elecciones municipales y autonómicas. A las elecciones al Consejo Insular, se presentaron GxF, Sa Unió (PP+Compromís), PSOE, VOX, Podemos y Partido Libertario (P-LIB), quedando la composición del Consejo de la siguiente manera: 
| Candidaturas                          | Voto  | %      | Consellers |
| ------------------------------------- | ----- | ------ | ---------- |
| Sa Unió (PP+Compromis amb Formentera) | 1.870 | 47.12% | 9          |
| GxF                                   | 1030  | 25.95% | 5          |
| PSOE                                  | 702   | 17.19% | 3          |
| Podemos                               | 156   | 3.93%  | 0          |
| Vox                                   | 77    | 1.94%  | 0          |
| P-LIB                                 | 50    | 1.26%  | 0          |

FUENTE: Ministerio del interior del Gobierno de España
Ver el artículo siguiente: Anexo: Resultados electorales Consejo Insular de Formentera

## Sede del Consejo
La sede del Consejo Insular de Formentera es la antigua casa consistorial donde se encontraba la sede del antiguo ayuntamiento, esta se encuentra localizada en la Plaza de la Constitución (en catalán: Plaça de la Constitució) en la localidad de San Francisco Javier ( en catalán: Sant Francesc Xavier). Aunque esta sea la sede oficial la institución, dispone de diversas dependencias dispersas por la localidad, donde se encuentras las diferentes áreas, que por motivo de espacio de la casa consistorial no puede acoger en un único edificio.

## Alcaldes-Presidentes
ALCALDES DEL AYUNTAMIENTO (1979~2007)
 Listado de alcaldes cuando únicamente existía Ayuntamiento
| N.º | Nombre                  | Inicio         | Fin            | Partido   |
| --- | ----------------------- | -------------- | -------------- | --------- |
| 1.  | Antoni Calafat Mayans   | 1979           | 1982           | UCD       |
| 2.  | Antoni Serra Colomar    | 1982/1993/1995 | 1983/1995/1996 | UCD, GUIF |
| 3.  | Víctor Tur Ferrer       | 1983           | 1987           | PSOE      |
| 4.  | Bartomeu Ferrer Mari    | 1987/1991      | 1989/1993      | PSOE      |
| 5.  | Vicent Serra Ribes      | 1989           | 1991           | AP        |
| 6.  | Vicent Escandell Mayans | 1996           | 1999           | PP        |
| 7.  | Isidor Torre Cardona    | 1999           | 2003           | COP       |
| 8.  | Juan Manuel Costa       | 2003           | 2005           | PP        |
| 9.  | Isidor Torre Cardona    | 2005           | 2007           | COP       |

ALCALDES DEL AYUNTAMIENTO (2007~Actualidad)
 Listado de alcaldes con la nueva figura Ayuntamiento-Consejo Insular
| N.º | Nombre                      | Inicio                   | Fin                      | Partido               |
| --- | --------------------------- | ------------------------ | ------------------------ | --------------------- |
| 10. | Jaume Ferrer Ribas          | 9 de julio de 2007       | 15 de junio de 2019      | Gent per Formentera   |
| 11. | Alejandra Ferrer Kirschbaum | 15 de junio de 2019      | 15 de octubre de 2021    | Gent per Formentera   |
| 12. | Ana Juan                    | 15 de octubre de 2021    | 17 de junio de 2023      | PSIB-PSOE             |
| 13. | Lorenzo Córdoba             | 17 de junio de 2023      | 27 de diciembre del 2024 | Conseller no adscrito |
| 14. | Óscar Portas Juan           | 27 de diciembre del 2024 | actualidad               | Sa Unió               |

 PRESIDENTES DEL CONSEJO INSULAR (2007~Actualidad)
 Listado de Presidentes con la nueva figura Ayuntamiento-Consejo Insular
| N.º | Nombre                      | Inicio                   | Fin                      | Partido               |
| --- | --------------------------- | ------------------------ | ------------------------ | --------------------- |
| 1.  | Jaume Ferrer Ribas          | 9 de julio de 2007       | 15 de junio del 2019     | Gent per Formentera   |
| 2.  | Alejandra Ferrer Kirschbaum | 15 de junio de 2019      | 15 de octubre de 2021    | Gent per Formentera   |
| 3.  | Ana Juan                    | 15 de octubre de 2021    | 17 de junio de 2023      | PSIB-PSOE             |
| 4.  | Lorenzo Córdoba             | 17 de junio de 2023      | 27 de diciembre del 2024 | Conseller no adscrito |
| 5.  | Óscar Portas Juan           | 27 de diciembre del 2024 | actualidad               | Sa Unió               |

## Presupuestos del Consell
Según los datos de la Consejería de Economía y Hacienda del CIF, a través de su web, estos son los sucesivos presupuestos que ha tenido la administración local.
| N.º | AÑO  | Cantidad        |
| --- | ---- | --------------- |
| 1.  | 2008 | 21.663.000,00 € |
| 2.  | 2009 | 22.360.300,00 € |
| 3.  | 2010 | 31.828.000,00 € |
| 4.  | 2011 | 31.410.000,00 € |
| 5.  | 2012 | 21.447.600,00 € |
| 6.  | 2013 | 22.265.000,00 € |
| 7.  | 2014 | 21.997.000,00 € |
| 8.  | 2015 | 21.962.000,00 € |
| 9.  | 2016 | 22.275.000,00 € |
| 10. | 2017 | 23.815.000,00 € |
| 11. | 2018 | 26.860.000,00 € |
| 12. | 2019 | 30.150.000,00 € |
| 13  | 2020 | 30.060.000€     |

El presupuesto del CiF para el ejercicio 2019, que serán los duodécimos que se diseñan, fija una cantidad de  30.150.000,00 € según la Consejería de Economía y Hacienda del CIF, un 12,25% superiores al presupuesto ordinario de 2018. (26.860.000,00 euros.)